# Dąbki (wieś w powiecie chojnickim)
Dąbki (do 1951 r. Szynwałd) – wieś w Polsce, w województwie pomorskim, w powiecie chojnickim, w gminie Czersk.

## Nazwa
29 stycznia 1951 r. zmieniono nazwę miejscowości z Szynwałd na Dąbki.

## Administracja
W latach 1975–1998 miejscowość należała administracyjnie do województwa bydgoskiego.
Miejscowość wchodzi w skład sołectwa Kurcze.